# カナダ政府
カナダ政府（カナダせいふ、英: Government of Canada、仏: Gouvernement du Canada）は、カナダにおける、カナダ憲法で規定され、連邦裁判所の判決及び不文法にて規定される連邦政府の権力と構造を持つ立憲君主制下での政府である。

## 行政権

### 国家元首

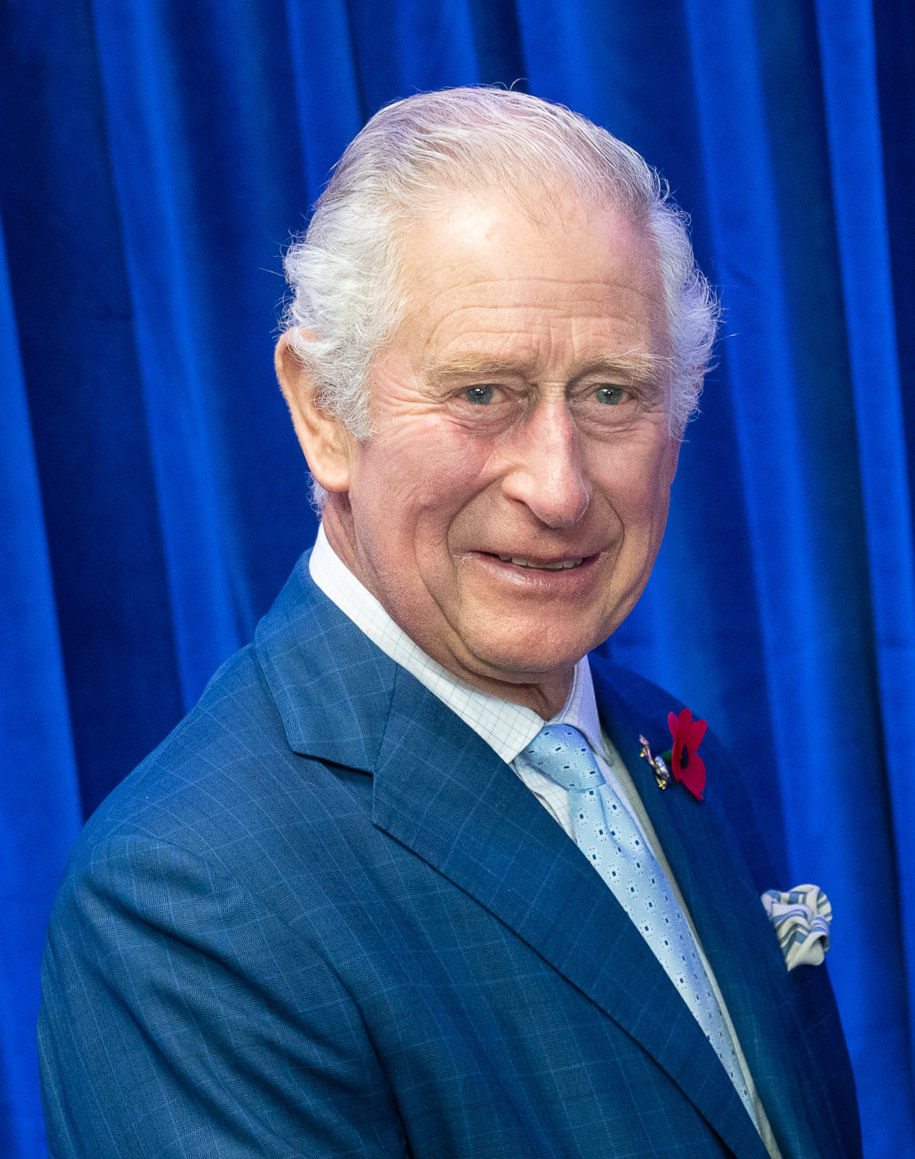
チャールズ3世（2022年-）

現在のカナダ王旗

カナダの国家元首は、カナダ国王（英名では「King of Canada」、フランス語で「Roy du Canada」）であるチャールズ3世であり、行政権、立法権、司法権の源泉となっており、カナダ憲法で下記のように記載されている。
「カナダにおける行政を執り行う政府と権力は、国王（女王）に引き続き留まることをここに宣言する（the Executive Government and Authority of and over Canada is hereby declared to continue and be vested in the Queen）」
但し、カナダにおける統治権は独占的に国王に留保されているわけではなく、1689年の権利の章典で決定されたイギリスの議院内閣制が後にカナダにも引き継がれている。それでもなお、国王（女王）はカナダの国家元首とされる。
現在、国王（女王）が国外に居住していることもあり、現実には国王（女王）自身が行政権、立法権、司法権を直接的に行使することはなく、国王（女王）は権力を行使する代理人として総督（Governor General / Gouverneur général）を任命している。総督は首相の進言によって選出されるが、この「進言」はほぼ確実に聞き入れられるため形式的なものとなっている。総督には任期はなく、「陛下の仰せのままに（at His Majesty's Pleasure）」任じられているが、現実的には約5年ごとに新しい総督が任命されている。

### 内閣

カナダ政府のロゴ

カナダ首相（Prime Minister of Canada / Premier ministre du Canada）は1867年に創設され現在、ジャスティン・トルドー（第23代）が務めている。首相はカナダ総督に任命される。ただし、安定した政府の継続性を確保するため、首相は庶民院（下院）の信任を受けなくてはならない。
実際には、首相の座は庶民院で最多の議席数を確保した政党のリーダーに渡る。もし庶民院でどの政党も過半数を得られなかった場合は、最大議席を持つ政党か、他の政党からの支持を取り付けた政党が少数与党政権を形成する。2004年当時のマーティン政権、並びに2006年からのハーパー政権のカナダでは少数与党政府で運営されている。
首相は、自ら辞任もしくは総督に罷免されない限り、内閣不信任決議か総選挙で敗北するまで内閣を維持することが出来る。そのため、政権与党は選挙前に少数の議席しか確保していなくても、政権継続の意志を持つものである。カナダの連邦政府では連立政権を組むのはまれである。例外は1800年代中期のジョン・A・マクドナルドの自由党・保守党連立政権以来、第一次大戦期のロバート・ボーデン連立政権（統一党政府）のみである。

#### 行政機関
現在、カナダ（連邦）政府には以下の行政機関がある。閣内相が所轄する省庁を中心に列記する。
- 農業・農産食料省（Agriculture and Agri-Food Canada / Agriculture et Agroalimentaire Canada）
- カナダ文化遺産省（Department of Canadian Heritage /  Ministère du Patrimoine canadien）
- 国家先住民関係・北方開発省（Crown–Indigenous Relations and Northern Affairs Canada / Relations Couronne-Autochtones et Affaires du Nord Canada）
- 雇用・社会開発省（Employment and Social Development Canada / Emploi et Développement social Canada）
- 環境・気候変動省（Environment and Climate Change Canada / Environnement et Changement climatique Canada）
- 財務省（Department of Finance / Ministère des Finances）
- 水産海洋省（Fisheries and Oceans Canada / Pêches et Océans Canada）
- 国際関係省（Global Affairs Canada / Affaires mondiales Canada）
- 保健省（Health Canada / Santé Canada）
- 移民・難民・市民権省（Immigration, Refugees and Citizenship Canada / Immigration, Réfugiés et Citoyenneté Canada）
- 先住民サービス省（Indigenous Services Canada / Services aux Autochtones Canada）
- イノベーション・科学経済開発省（Innovation, Science and Economic Development Canada / Innovation, Sciences et Développement économique Canada）
- 社会基盤庁（Infrastructure Canada）
- 司法省（Department of Justice / Ministère de la Justice）
- 国防省（Department of National Defence / Ministère de la Défense nationale）
- 天然資源省（Natural Resources Canada / Ressources naturelles Canada）
- 公安省（Public Safety Canada / Sécurité publique Canada）
- 公共事業・調達省（Public Services and Procurement Canada Canada / Services publics et Approvisionnement Canada）
- 運輸省（Transport Canada / Transports Canada）
- 退役軍人省（Veterans Affairs Canada / Anciens Combattants Canada）
- 女性・ジェンダー平等省（Women and Gender Equality Canada / Femmes et Égalité des genres Canada）
- 枢密院事務局（Privy Council Office / Bureau du Conseil privé）
- 財務委員会事務局（Treasury Board Secretariat / Secrétariat du Conseil du Trésor）

## 立法権
カナダ議会（Parliament of Canada / Parlement du Canada）は国王（君主）及び二つの議院によって構成される立法府である。選挙によって選出された議員によって構成される庶民院（下院）と、首相によって任命される議員によって構成される元老院（上院）の二院制である。実際には行政権は下院での多数議席（308の選挙区から4年の任期で選出される）を確保する政党によって決定されることが多い。カナダは小選挙区制をとっており、1970年代以降、一つの政党が多数を確保してきている。
上院にも権力がないわけではない。通常政権与党が上院議員を任命することが多く、上院の影響は長期政権の後に新党が台頭してきた時などに発揮される。憲法では追加で8名の上院議員を任命し事態に対応する特別修正を許可している。

## 司法権
カナダ最高裁判所（Supreme Court of Canada / Cour suprême du Canada）がカナダにおける最高法廷である。最高裁判所は9名の判事がおり、判事は総督によって任命され、主席法官（最高裁判所長官、Chief Justice of Canada / Juge en chef du Canada）の下で勤務する。ここでは各州や準州の下級裁判所における判決や決定を審議する。

## 連邦制
カナダ憲法に記載されていないその他の既得権力は、連邦政府に委ねられている。元々の意図はアメリカ合衆国の南北戦争のような分離主義を避けるためとされた。しかし1895年に枢密院司法委員会では、連邦政府が権力を発揮出来るのは有事の際のみと規定された。その結果、労働法や社会福祉のような政府の新機能は英領北アメリカ法の範疇となった。そのため多くの政策は各州に委譲されたため、現在のカナダでは地方分権の進んだ連邦主義となっている。（歴史や制度の違う）ケベックを併合したためさらに地方分権は進んだ（現在ケベックのみが行使している権力も、実は他のすべての州も保持はしている）。
各州はカナダ連邦政府の代表として副総督（Lieutenant-Governor / Lieutenant-gouverneur）を設置しており、また各州の首相（premier）や内閣が副総督に進言、（一院制の）州議会に提案する制度となっている。州政府は議会制度のもとで連邦政府同様の制度で運営されている。副総督は首相の進言に基づき総督が任命する。

## 使用法
カナダ英語では、「Government（政府）」という言葉は、国を統治する機関全体のこと（アメリカでの使用法と同じ。イギリス英語では「state（国家）」とする）と、現在の政治的なリーダーシップ（イギリス英語での使用法と同じ。アメリカ英語では「administration（政権）」とする）の2通りに使用される。例えば、カナダ人は国家公務員のことを「government employee」と言うが、「state employee」と言うことは無い。また、
ハーパー政権について言及する際は「Harper government」といい、「Harper administration」とは言わない。
カナダは連邦なので、政府と呼ぶと連邦、州 (provincial) 、自治体 (Municipality) のどれを指すとも限らない。「原住民は、ヨーロッパ人が来る前に法治機構を持っていた」ので、原住民の政府を指すこともありえる。この記事では、政府は、カナダ連邦国家の構造を示すものとする。